# Glycosmis subopposita
Glycosmis subopposita là một loài thực vật có hoa trong họ Cửu lý hương. Loài này được Miq. mô tả khoa học đầu tiên năm 1861.